# شمشیرزن دوره‌گرد: افسانه پایان می‌یابد
شمشیرزن دوره‌گرد: افسانه پایان می‌یابد (انگلیسی: Rurouni Kenshin: The Legend Ends) فیلمی ژاپنی در سبک اکشن جیدایگکی است که در سال ۲۰۱۴ منتشر شد. این فیلم سومین قسمت از سه‌گانه شمشیرزن دوره‌گرد است.
دنباله این مجموعه فیلم در دو قسمت در آوریل ۲۰۲۱ منتشر شد.

## خلاصه داستان
در گذشته‌نمایی (داستان به گذشته بر می‌گردد)
هیکو سیجورو شینتا جوان را پیدا می‌کند که برای راهزنان و بردگان کشته شده در جنگ گور می‌کند. هیکو تصمیم می‌گیرد شینتا را به عنوان شاگرد خود انتخاب کند و نام او را «کنشین» می‌گذارد.
داستان به زمان حال برمیگردد؛ کنشین در خانه استاد هیکو بیدار می‌شود، و در مورد کائورو از استاد می‌پرسد؛ استاد به او می‌گوید که به احتمال زیاد مرده‌است.
کنشین می‌خواهد برای شکست دادن شیشیو ماکوتو، تکنیک نهایی را بیاموزد. هیکو موافقت می‌کند و هر دو برای شروع تمرینات خود درگیر یک دوئل می‌شوند.
ماکوتو شیشیو با کشتی مجهزش به سمت حکومت میجی در حال حرکت هست و قصد دارد دوباره هرج و مرج را به ژاپن بازگرداند…

## بازیگران
- تاکرو ساتو در نقش کِنشین هیمورا/باتوسای هیمورا/شینتا
- امی تاکی در نقش کائُرو کامیا
- مونتاکا آئوکی در نقش سانوسوکه ساگارا
- تاتسویا فوجیوارا در نقش ماکوتو شیشیو
- یوسوکه ایسیا در نقش آاُشی شینُمُری
- یوسوکه اگوچی در نقش هاجیمه سایتو
- ماساهارو فوکویاما در نقش سِیجورُ هیکو
- یو آئویی در نقش مِگومی تاکانی